# William Martin (politicus)

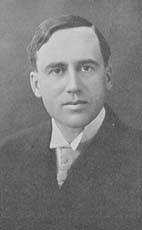
William Martin

William Melville Martin (Norwich, Ontario 23 augustus 1876 - Regina, Saskatchewan 22 juni 1970) was een Canadees politicus en van 1916 tot 1922 de tweede premier van de provincie Saskatchewan.
Martin werd in Ontario geboren en genoot zijn onderwijs aan de Universiteit van Toronto en de Ontario School of Pedagogy waarna hij als onderwijzer werkzaam werd. Na een rechtenstudie werd hij in 1903 advocaat in Regina alwaar hij ook in de politiek actief werd als lid van de Liberale Partij. In 1905 werd hij in het federale parlement gekozen. In het Lagerhuis zette hij zich met name in voor de ontwikkeling van de westelijke provincies door bijvoorbeeld de aanleg van spoorwegen en reorganisatie van de Mounties. In 1916 leverde hij zijn parlementszetel in om Walter Scott op te volgen als premier van Saskatchewan.
De ambtstermijn van Martin stonden in het teken van sociale hervormingen. Zo kregen vrouwen stemrecht bij provinciale verkiezingen en werd de leerplicht ingevoerd. Ook werden er financiële hulpmaatregelen voor boeren in het leven geroepen.
In 1917 verkreeg Martin en zijn partij bij provinciale verkiezingen 50 van de 59 zetels in de wetgevende vergadering en ook in 1921 behaalde zijn Liberalen de meerderheid. In 1922 moest Martin echter zijn ambt neerleggen na interne strubbelingen in zijn partij. Hij werd opgevolgd door Charles Dunning.
Kort na zijn aftreden werd Martin benoemd tot het Saskatchewan Court of Appeal waarvan hij in 1941 ook opperrechter werd. Hij bleef in deze functie tot aan zijn pensionering in 1961. Hij overleed in 1970 in Regina.